# Moskvič 408
Moskvič 408 (rusky Москвич-408) byl osobní automobil, který vyráběla automobilka MZMA (Moskevský Závod Malolitrážních Automobilů). Jednalo se o nástupce předchozího modelu, Moskviče 403. Vůz dostal zcela nový vzhled, z předchozího modelu byl převzat pouze motor OHV.
Vůz se začal vyrábět v roce 1964. V roce 1967 začala výroba Moskviče 412, který měl s Moskvičem 408 shodnou karoserii, ale nový OHC motor a řadu nových dílů. Výroba Moskviče 408 pokračovala spolu s novým typem. O dva roky později dostal vůz nová hranatá světla. Roku 1975 byla výroba ukončena a začal se vyrábět nový typ – Moskvič 2138.

## Export
Exportní verze se jmenovala Moskvič 408E. Od obyčejného vozu se lišil počtem světlometů – zatímco domácí auta měla jen jeden pár, zahraniční vozy měly dva páry menších. V mnoha evropských zemích byl Moskvič 408 pojmenováván jinak: ve Francii se jmenoval Moskvič Elite 1360 (na třípísmenné označení vozů měl výhradní právo domácí Peugeot), ve Skandinávii a několika jiných zemích jako Scaldia 408 nebo Scaldia 1360 a ve Finsku Moskvič Elite.

## Moskvič 426
Moskvič 426 byla kombi verze Moskviče 408.

## Moskvič 433
Moskvič 433 byl užitkový vůz odvozený od Moskviče 408.